# 濮英
濮英（？—1386年），安徽凤阳人（一说合肥人），明朝初期军事将领。
其最初为西安衛指揮，后因为治理无方，命葉升替换。葉升则称赞濮英贤能，于是令起继续守卫。洪武十九年，朱元璋命耿炳文在陕西选部队戍边，唯独濮英部队为劲旅，于是升任都督僉事。次年命部队跟随冯胜北征，后抵达金山招降納哈出。当时納哈出虽投降，但是余众尚有数十万，并谋划伏击。濮英中伏后突击不得，被俘。当时元军欲挟持其为人质，濮英则绝食不言，趁空剖腹自尽。后赠金山侯，諡忠襄。明年進贈樂浪公。其子濮璵继承侯爵，后因蓝玉案连坐而死。